# M16 (Halbkettenfahrzeug)
Der M16 (Originalbezeichnung: M16 Multiple Gun Motor Carriage, M16 MGMC) war ein Flakpanzer aus US-amerikanischer Produktion. Das nur leicht gepanzerte Halbkettenfahrzeug wurde im Zweiten Weltkrieg auf Basis des Halbkettenfahrzeugs M3 entwickelt. Die Variante M16A1 war das einzige Halbkettenfahrzeug der deutschen Bundeswehr.

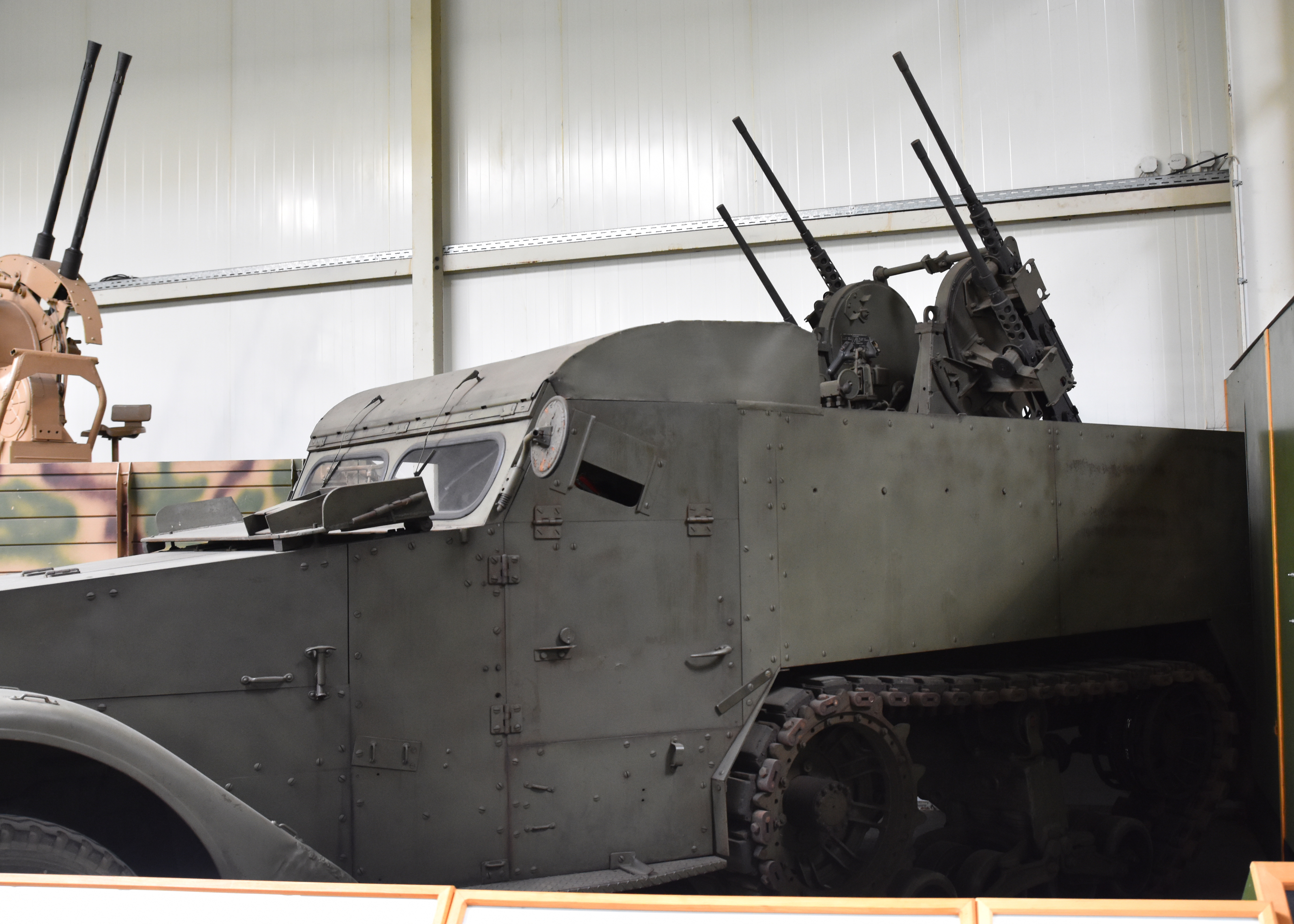
Flakvierling auf M16 Halbkettenfahrzeug

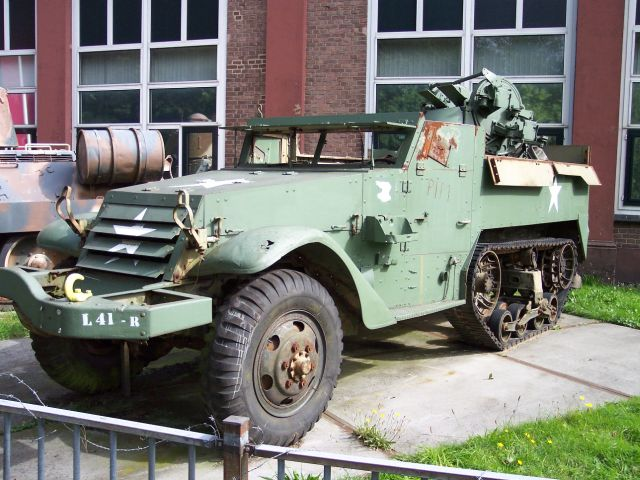
Flakpanzer M16

## Geschichte
Das Grundmodell wurde 1932 als Halftrack T1 von der Firma Cunningham in Rochester, New York, gebaut und der US Army zum Kauf angeboten. Erst im Zuge der Neuausrüstung/Modernisierung der US Army 1939/40 wurde das Fahrzeug als T14 angenommen und zum gepanzerten Transportwagen M2 (kurze Version, Rüstsatzträger) und M3 (gepanzerter Mannschaftstransportwagen) weiterentwickelt.
Hersteller des M3 waren die Firmen White, Autocar und Diamond T, die insgesamt 15.361 Fahrzeuge aller Ausführungen bauten. Da der Bedarf auch der Verbündeten weitaus höher war als die Möglichkeiten der drei Hersteller, auch für den Export zu fertigen, wurde die Firma International Harvester beauftragt, eine vereinfachte Ausfertigung des M3 für Lend-Lease-Hilfslieferungen herzustellen. Diese Fahrzeuge, die an die kanadischen, britischen und freifranzösischen Truppen sowie die Rote Armee geliefert wurden, bekamen die Bezeichnung M5.
Im April begannen die Arbeiten an einem mit 12,7-mm-MG ausgerüsteten Flak-Panzer, damit die motorisierten Verbände über eine bewegliche Luftabwehrkomponente verfügen konnten. Das erste Modell auf Basis des M3 wurde M13 genannt (M14 auf Basis des M5) und war mit zwei 12,7-mm-MGs bewaffnet. Im November 1942 wurde die M45-Lafette mit vier Maschinengewehren entwickelt, um die Feuerkraft zu verstärken. Das neue Fahrzeug wurde M16 genannt (M17 auf Basis des M5).
Herstellungszahlen:
- M16 MGMC 1943: 2.323, 1944: 554, gesamt 2.877 Fahrzeuge
- M17 MGMC 1943: 400, 1944: 600, gesamt 1.000 Fahrzeuge

Ende 1944 wurde der Bau der Halftracks eingestellt, 1947 wurden bis auf die M16 MGMC alle Fahrzeuge als „veraltet“ erklärt und fast alle an andere Länder abgegeben. Etwa 2.000 Fahrzeuge wurden eingelagert. Mit dem Ausbruch des Korea-Krieges überstieg der Bedarf an Flakpanzern die vorhandenen M16. Die Flakpanzer wurden dabei seltener zur Luftabwehr, öfter zum Einsatz gegen Bodenziele herangezogen.
Um den Bedarf zu decken, wurden 1.662 Fahrzeuge der Basisvariante M3 durch Aufsetzen der M45-Lafette zu Flakpanzern umgebaut. Beim M16 MGMC waren die obersten Seitenverkleidungen des Kampfraumes abklappbar, um die Waffenanlage ungehindert schwenken zu können. Um dieses auch beim M3 zu erfüllen, wurde ein Distanzring unter die Lafette M45D gesetzt und die Lafette damit um etwa 35 cm erhöht. Dieses Fahrzeug bekam zur Unterscheidung die Bezeichnung M16A1 MGMC. Für den Bodenkampf bekam die Lafette noch einen Schutzschild.
Nach dem Koreakrieg wurden die M16/M16A1 durch den Vollketten-Flakpanzer M42 Duster ersetzt, freigewordene Halbkettenfahrzeuge gingen unter anderem an die deutsche Bundeswehr, an Frankreich, Belgien, die Niederlande, Norwegen und Israel.

## Nutzung in der Bundeswehr

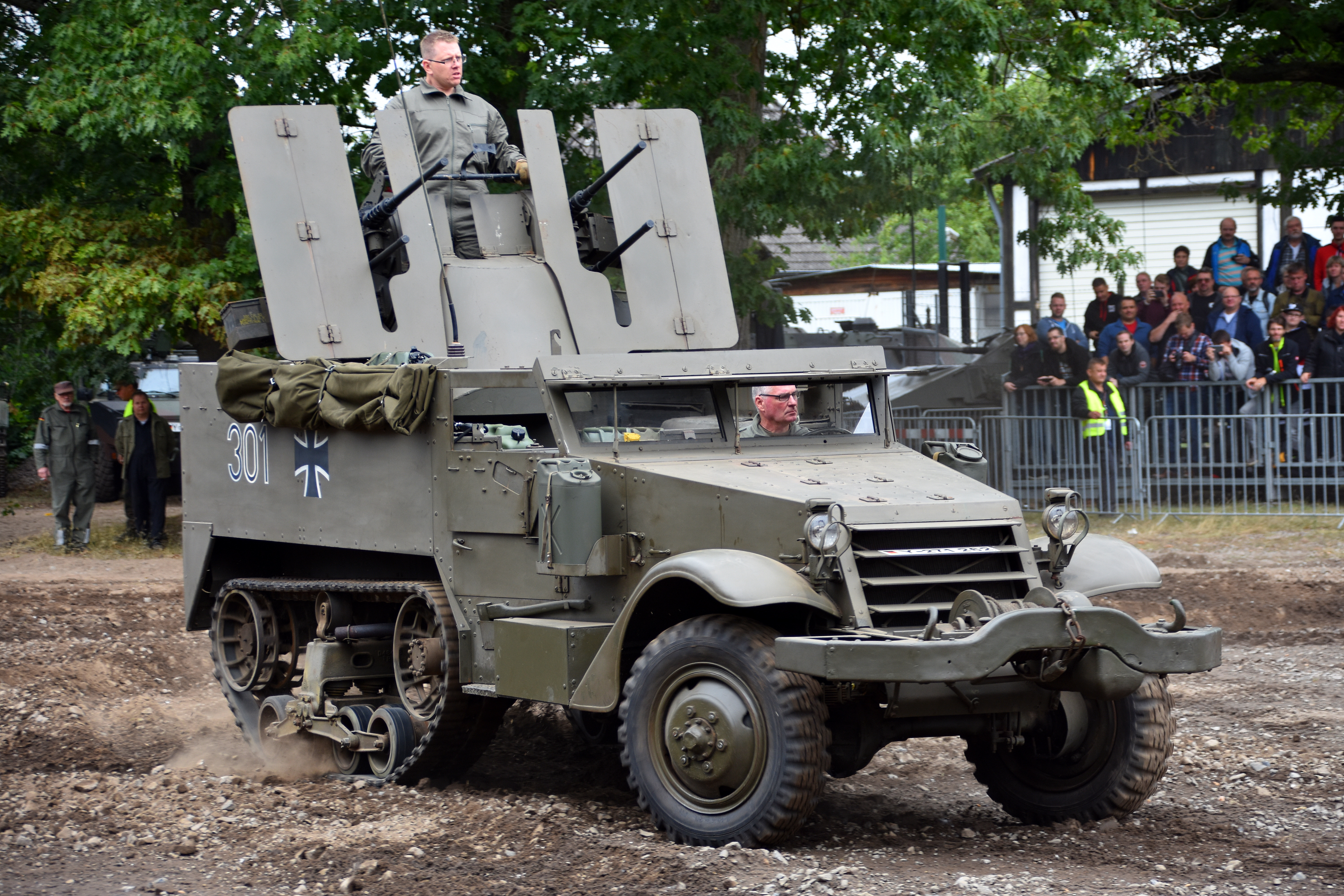
M16 A1 der Bundeswehr bei 'Stahl auf der Heide' 2019 - Deutsches Panzermuseum Munster

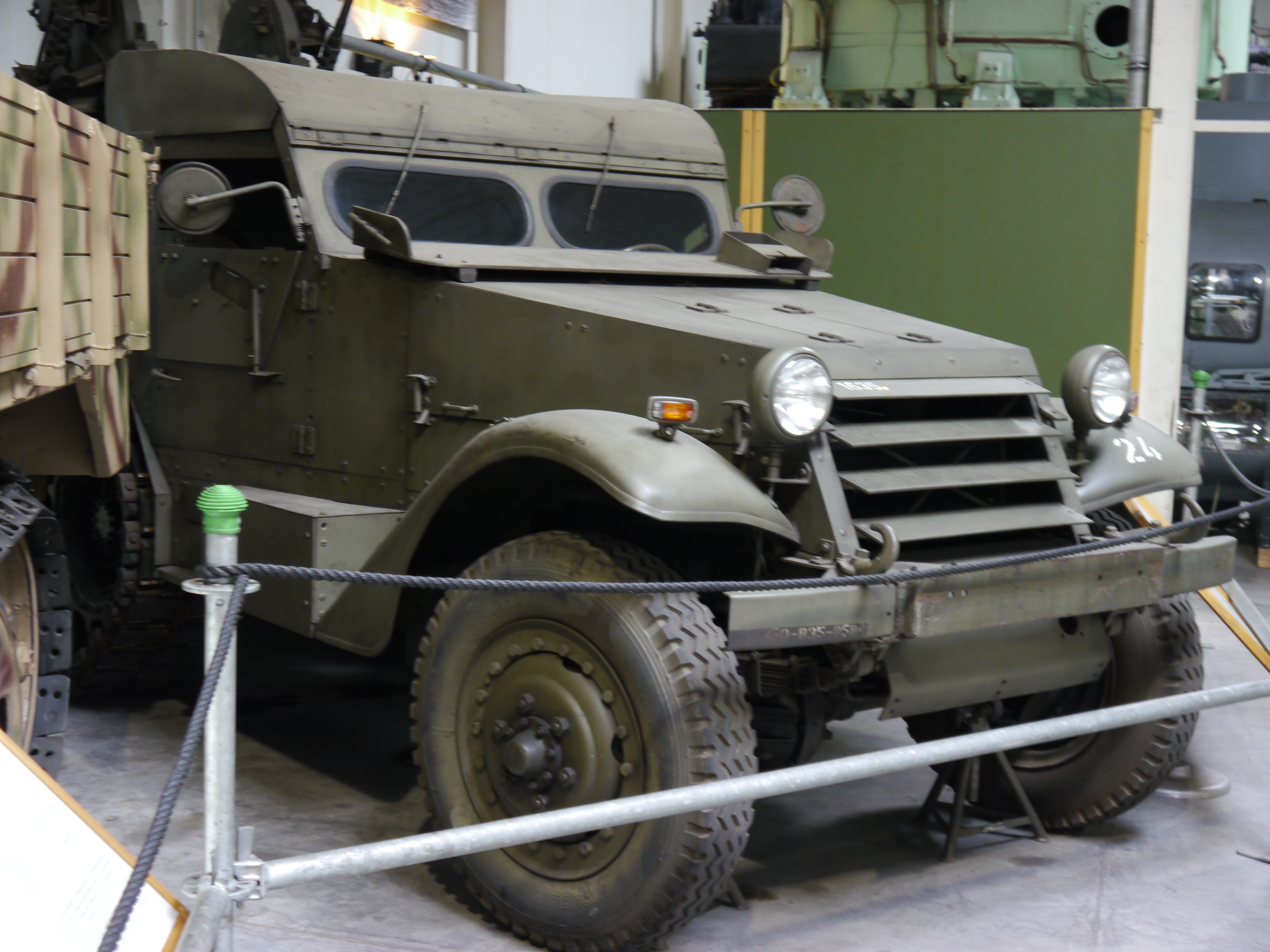
Front eines M16 A1 in der Wehrtechnischen Studiensammlung Koblenz

Der M16A1 wurde in der Anfangsphase der Bundeswehr von 1956 bis 1962 mit 192 Fahrzeugen bei den Flugabwehrbataillonen der Divisionen eingesetzt. Hauptbewaffnung war unverändert ein 12,7-mm-Flakvierling M51, der bereits bei seiner Einführung bei der Bundeswehr veraltet war, weil die Waffenanlage gegen schnellfliegende Düsenjäger unwirksam und zudem die Richtzeit zu langsam war.
Als Halbkettenfahrzeug bei der Bundeswehr einzigartig, vermochte der M16A1 im Vergleich zu den früheren Typen der Wehrmacht aus der Kriegszeit nicht voll zu überzeugen. Zwar war er technisch nicht weniger zuverlässig und mit nominell 72 km/h auch deutlich schneller, aber die Bedienungsfreundlichkeit (kein Synchrongetriebe und keine seitendifferenzierbare Traktion der Ketten durch fehlendes Überlagerungslenkgetriebe) und die Geländegängigkeit waren trotz der zusätzlich angetriebenen Vorderachse unbefriedigend.
Aus diesen Gründen wurden der M16A1 bei der Bundeswehr ab 1962 wieder außer Dienst gestellt und durch den moderneren sowie besser geschützten Flakpanzer M42 Duster ersetzt. Bei einigen Fahrzeugen M16 A1 wurden die Waffenanlage ausgerüstet. Sie dienten dann als Führungsfahrzeuge in den M42-Zügen der Flugabwehrtruppe. Diese wurden später durch den Schützenpanzer Hotchkiss (SPz kurz) ersetzt.
Einige andere Staaten wie beispielsweise Israel nutzten diesen Typ zum Teil noch bis zum Ende der 1990er-Jahre weiter oder behielten ihn zumindest im Reservebestand.
Bei dem in der Wehrtechnischen Studiensammlung in Koblenz ausgestellten Fahrzeug handelt es sich um einen Versuchsträger der Bundeswehr, an dem Endverbindergleisketten erprobt wurden.

## Technische Daten
- Länge: 6,41 m
- Breite: 1,96 m
- Höhe: 2,50 m
- Gewicht: ca. 9,8 t
- Motor: ein Reihen-Sechszylinder-Ottomotor White 160AX
- Hubraum: 6.330 cm³ (386 in³)
- Verdichtung: 6,3:1
- Leistung: 147 PS (110 kW) – auch gedrosselt auf 130 PS (95,60 kW)
- Getriebe: unsynchronisiertes manuelles 4-Gang-Getriebe mit Rückwärtsgang und einfacher Untersetzung
- Höchstgeschwindigkeit: 72 km/h (nominell)
- Fahrbereich: ca. 280 km (Straße)
- Besatzung: 5 Mann

## Bewaffnung
- Ausführung M16 und M17: Ein 12,7-mm-Flakvierling, bestehend aus der Lafette M45D und vier lafettierten Maschinengewehren M2HB Kaliber 12,7 mm (cal .50).
- Ausführung M16A1: Ein Flakvierling M2HB auf Lafette M45F, bei dem der Sockel mittels eines Distanzringes erhöht wurde, um über die nicht klappbaren Seitenwände des Basisfahrzeuges M3 richten zu können. Diese Typen wurden während des Koreakrieges auch mit Schutzschilden ausgerüstet. Vier lafettierte Maschinengewehre Caliber.50 Browning Machine Gun H.B. (Heavy Barrel), Kampfentfernung bei Flugzielen: 1100 m, Feuergeschwindigkeit: 2.400 Schuss/min